# Laurêncio (prefeito pretoriano)

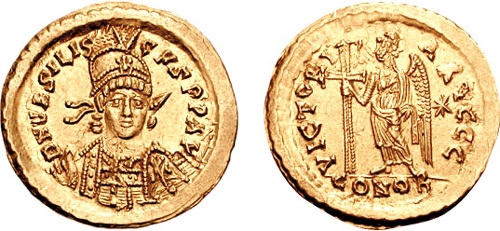
Soldo com efígie de Basilisco r.

Leurêncio (em latim: Laurentius) foi um oficial bizantino do século V, ativo durante o reinado dos imperadores Zenão (r. 474–475; 476–491) e Basilisco (r. 475–476). Inicialmente um proeminente advogado em Constantinopla, famoso por sua boa conduta com seus clientes, foi nomeado em 475/476 por Basilisco como prefeito pretoriano do Oriente em substituição à Epínico, que era impopular devido a seus excessos e sua conduta disruptiva.